# USA Triathlon

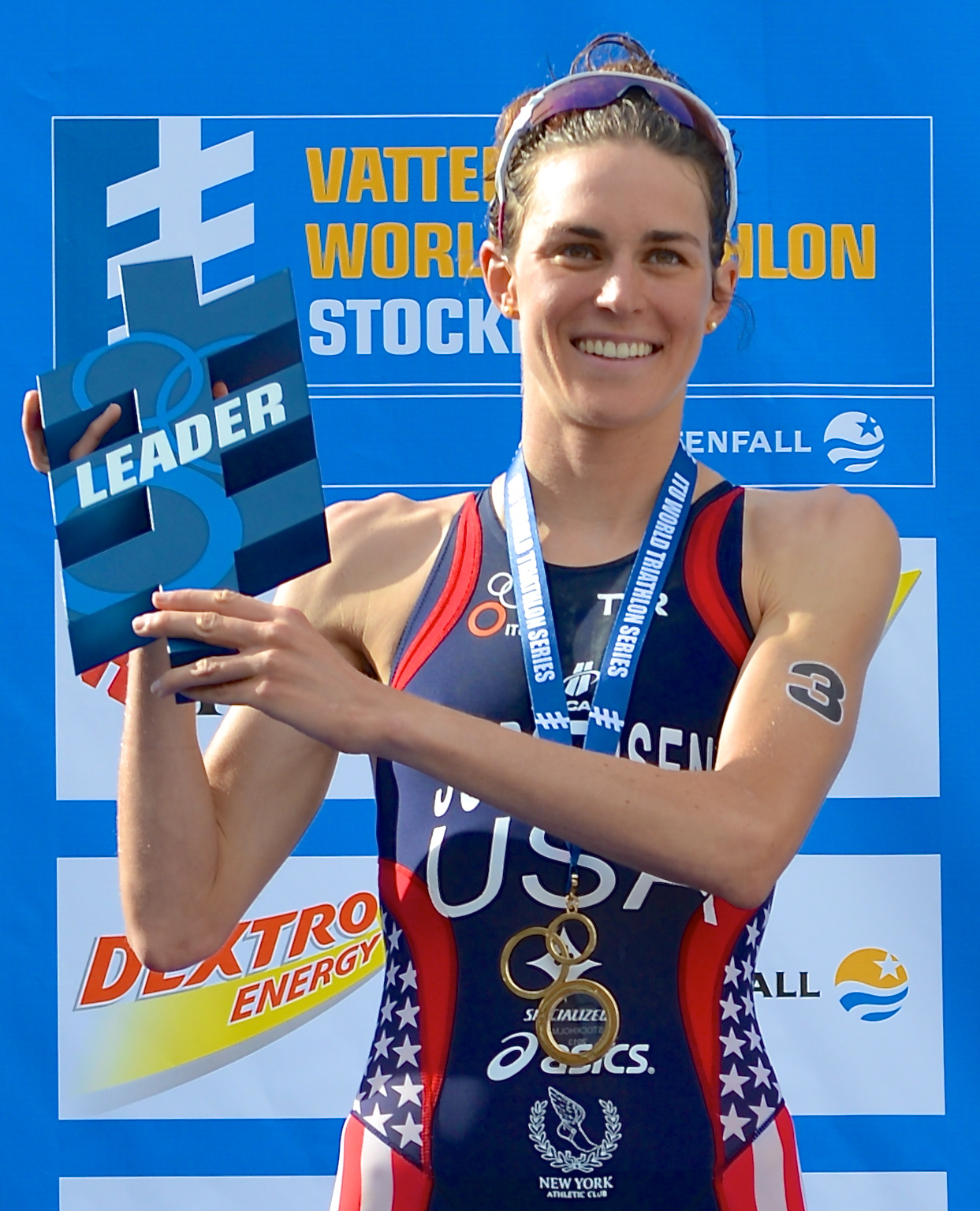
Gwen Jorgensen – dreifache nationale Meisterin (2013, 2014 und 2015) und zweifache Triathlon-Weltmeisterin auf der olympischen Kurzdistanz (2014, 2015)

USA Triathlon (USAT) ist der allein zuständige und anerkannte Sportfachverband in den Vereinigten Staaten für Triathlon, Duathlon, Aquathlon und verwandte Multisportarten (Paratriathlon, Winter-Triathlon, Cross-Triathlon oder Cross-Duathlon) und als solcher Mitglied der International Triathlon Union.

## Nationale Meisterschaften
Es werden jährliche nationale Meisterschaften (National Championships) ausgetragen.

### Triathlon

#### Sprintdistanz
2 Runden zu 325 m Schwimmen, 4 km Radfahren und 1,5 km Laufen
| Datum/Jahr    | Austragungsort | Junioren-Staatsmeister | Zweiter            | Dritter          |
| ------------- | -------------- | ---------------------- | ------------------ | ---------------- |
| 3. Aug. 2019  | West Chester   | Davis Bove             | Drew Shellenberger | Cavan Wilson     |
| 2018          | West Chester   |                        |                    |                  |
| 30. Juli 2016 | West Chester   | Grant Jarvis           | Chase Mcqueen      | Austin Hindman   |
| 1. Aug. 2015  | West Chester   | Seth Rider             | Darr Smith         | Chase Mcqueen    |
| 2. Aug. 2014  | West Chester   | Brent Demarest         | Seth Rider         | Darr Smith       |
| 3. Aug. 2013  | West Chester   | Tony Smoragiewicz      | Brent Demarest     | Hunter Honeycutt |

| Jahr | Junioren-Staatsmeisterin | Zweite        | Dritte          |
| ---- | ------------------------ | ------------- | --------------- |
| 2019 | Gillian Cridge -2-       | Kira Stanley  | Liberty Ricca   |
| 2018 | Gillian Cridge           |               |                 |
| 2016 | Taylor Knibb -2-         | Page Lester   | Audrey Ernst    |
| 2015 | Taylor Knibb             | Tamara Gorman | Page Lester     |
| 2014 | Tamara Gorman -2-        | Avery Evenson | Taylor Knibb    |
| 2013 | Tamara Gorman            | Devon Dabney  | Stephanie Jenks |

| Datum/Jahr    | Austragungsort | Staatsmeister       | Zweiter             | Dritter         |
| ------------- | -------------- | ------------------- | ------------------- | --------------- |
| 11. Aug. 2019 | Cleveland      | Travis Wood         | Christopher Douglas | Scott Haeberle  |
| 11. März 2017 | Sarasota       | Eli Hemming         | Jason West          | Austin Hindman  |
| 14. Aug. 2016 | Omaha          |                     |                     |                 |
| 8. Aug. 2015  | Milwaukee      | Eric Lagerstrom     | Ben Kanute          | Darr Smith      |
| 1990          | Aventura       | Lance Armstrong -2- |                     |                 |
| 1989          | Aventura       | Lance Armstrong     | Mike Pigg           | Harold Robinson |

| Jahr | Staatsmeisterin | Zweite        | Dritte        |
| ---- | --------------- | ------------- | ------------- |
| 2019 | Gabi Broschard  | Dani Fischer  | Emily Tato    |
| 2017 | Sarah True      | Taylor Knibb  | Taylor Spivey |
| 2016 |                 |               |               |
| 2015 | Erin Jones      | Avery Evenson | Taylor Spivey |
| 1990 |                 |               |               |
| 1989 |                 |               |               |

#### Olympische Kurzdistanz
Die Rennen und Meisterschaften auf der olympischen Distanz gehen über 1,5 km Schwimmen, 40 km Radfahren und 10 km Laufen.
Karen Smyers holte sich 2001 den Titel zum bereits siebten Mal und Hunter Kemper (zuletzt 2006) sowie Scott Molina (zwischen 1983 und 1994) wurden jeweils sechs Mal Nationaler Meister Triathlon auf der olympischen Distanz.
| Datum/Jahr    | Austragungsort          | Staatsmeister        | Zweiter           | Dritter          |
| ------------- | ----------------------- | -------------------- | ----------------- | ---------------- |
| 22. März 2020 | Sarasota                |                      |                   |                  |
| 13. Aug. 2016 | Omaha                   |                      |                   |                  |
| 18. Sep. 2015 | Chicago                 | Ben Kanute           | Kevin McDowell    | Sean Jefferson   |
| 29. Juni 2014 | Chicago                 | Joe Maloy            | Hunter Kemper     | William Huffman  |
| 20. März 2013 | San Diego               | Matt Chrabot         | Joe Maloy         | Hunter Kemper    |
| 15. Sep. 2012 | Buffalo                 | Jarrod Shoemaker -2- | Greg Billington   | Joe Maloy        |
| 2011          | Buffalo                 | Hunter Kemper -7-    | Kaleb Vanort      | Jarrod Shoemaker |
| 2010          | Tuscaloosa              | Jarrod Shoemaker     | Timothy O’Donnell | Matt Chrabot     |
| 22. Aug. 2009 | Tuscaloosa              | Matt Chrabot         | Timothy O’Donnell | Matthew Reed     |
| 2008          | Hagg Lake               | Matthew Reed -2-     | Joe Umphenour     | Ethan Brown      |
| 2007          | Honolulu                | Andy Potts           | Brian Fleischmann | Jarrod Shoemaker |
| 25. Juni 2006 | Long Beach              | Hunter Kemper -6-    | Andy Potts        | Matthew Reed     |
| 2005          | Bellingham              | Hunter Kemper -5-    | Andy Potts        | Matthew Reed     |
| 2004          | Boston                  | Matthew Reed         | Victor Plata      | Derek Kite       |
| 2003          | San Francisco           | Hunter Kemper -4-    | Brian Fleischmann | Victor Plata     |
| 2002          | New York                | Seth Wealing         | Tim Kitching      | Andrew Kelsey    |
| 2001          | New York City           | Hunter Kemper -3-    | Brian Fleischmann | Nick Radkewich   |
| 2000          | Chicago                 | Marcel Vifian        | Tim DeBoom        | Wes Hobson       |
| 1999          | Chicago                 | Hunter Kemper -2-    | Cameron Widoff    | Alec Rukosuev    |
| 1998          | Oceanside               | Hunter Kemper        | Nick Radkewich    | Wes Hobson       |
| 1997          | St. Joseph County       | Cameron Widoff       | Mike Pigg         | Ryan Bolton      |
| 1996          |                         | Jeff Devlin -2-      | Darren Wood       | Cameron Widoff   |
| 1995          | St. Joseph County       | Jeff Devlin          | Darren Wood       | Ken Glah         |
| 1994          | Cleveland               | Scott Molina -6-     | Tim DeBoom        | Andrew Carlson   |
| 1993          | Cleveland               | Bill Braun           | Ken Glah          | Wes Hobson       |
| 1992          | Wilkes-Barre            | Mike Pigg -4-        | Wes Hobson        | Ken Glah         |
| 1991          | Cleveland               | Mike Pigg -3-        | Jimmy Riccitello  | Harold Robinson  |
| 1990          | Cleveland               | Scott Molina -5-     | Mike Pigg         | Andrew Carlson   |
| 4. Juni 1989  | Chicago (Honolulu?)     | Ken Glah             | Scott Molina      | Brad Kearns      |
| 1988          | Wilkes-Barre            | Mike Pigg -2-        | Ken Glah          | Lance Armstrong  |
| 1987          | Wilkes-Barre            | Mike Pigg            | Mark Allen        | Ken Glah         |
| 28. Sep. 1986 | Hilton Head             | Scott Molina -4-     | Dave Scott        | Scott Tinley     |
| 29. Sep. 1985 | Hilton Head             | Scott Molina -3-     | Mark Allen        | Scott Tinley     |
| 1984          | Bass Lake (Kalifornien) | Scott Molina -2-     | Curtis Alitz      | Scott Tinley     |
| 1983          | Bass Lake (Kalifornien) | Scott Molina         | Scott Tinley      | Robert Roller    |

| Jahr | Staatsmeisterin                   | Zweite              | Dritte              |
| ---- | --------------------------------- | ------------------- | ------------------- |
| 2020 |                                   |                     |                     |
| 2016 |                                   |                     |                     |
| 2015 | Gwen Jorgensen -3-                | Sarah True          | Katie Zaferes       |
| 2014 | Gwen Jorgensen -2-                | Kaitlin Donner      | Lindsey Jerdonek    |
| 2013 | Gwen Jorgensen                    | Sarah True          | Julie Ertel         |
| 2012 | Sarah Haskins-Kortuem -2-         | Kaitlin Shiver      | Anna Battiata       |
| 2011 | Laura Bennett -3-                 | Gwen Jorgensen      | Kaitlin Shiver      |
| 2010 | Laura Bennett -2-                 | Sarah Groff         | Nicole Kelleher     |
| 2009 | Jasmine Oeinck                    | Jenna Shoemaker     | Hayley Peirsol      |
| 2008 | Julie Ertel -2-                   | Sarah Haskins       | Sarah Groff         |
| 2007 | Julie Ertel                       | Sarah Haskins       | Laura Bennett       |
| 2006 | Sarah Haskins                     | Sara McLarty        | Laura Bennett       |
| 2005 | Becky Lavelle                     | Barbara Lindquist   | Laura Bennett       |
| 2004 | Barb Lindquist -3-                | Karen Smyers        | Sarah Haskins       |
| 2003 | Laura Reback                      | Joanna Zeiger       | Becky Lavelle       |
| 2002 | Barb Lindquist -2-                | Sheila Taormina     | Gia White           |
| 2001 | Karen Smyers -7-                  | Barbara Lindquist   | Laura Reback        |
| 2000 | Joanna Zeiger                     | Siri Lindley        | Barbara Lindquist   |
| 1999 | Barb Lindquist                    | Joanna Zeiger       | Karen Smyers        |
| 1998 | Siri Lindley                      | Joanna Zeiger       | Susan Bartholomew   |
| 1997 | Sian Welch                        | Martha Sorensen     | Maryellen Powers    |
| 1996 | Susan Latshaw                     | Julianna Nievergelt | Sian Welch          |
| 1995 | Karen Smyers -6-                  | Gail Laurence       | Julianna Nievergelt |
| 1994 | Karen Smyers -5-                  | Martha Sorensen     | Gail Laurence       |
| 1993 | Karen Smyers -4-                  | Joy Hansen          | Donna Peters        |
| 1992 | Karen Smyers -3-                  | Melissa Mantak      | Joy Hansen          |
| 1991 | Karen Smyers -2-                  | Joy Hansen          | Melissa Mantak      |
| 1990 | Karen Smyers                      | Joy Hansen          | Colleen Cannon      |
| 1989 | Jan Ripple                        | Karen Smyers        | Paula Newby-Fraser  |
| 1988 | Colleen Cannon                    | Paula Newby-Fraser  | Karen Smyers        |
| 1987 | Kirsten Hanssen -2-               | Jan Ripple          | Joy Hansen          |
| 1986 | Kirsten Hanssen                   |                     |                     |
| 1985 | Linda Buchanan                    | Sylviane Puntous    | Joy Hansen          |
| 1984 | Beth Mitchell                     | Jann Girard         | Diane Israel        |
| 1983 | Patricia Puntous Sylviane Puntous | –                   | Julie Moss          |

| Datum/Jahr    | Austragungsort  | Staatsmeister U23 | Zweiter           | Dritter           |
| ------------- | --------------- | ----------------- | ----------------- | ----------------- |
| 9. Juli 2017  | West Des Moines | Eli Hemming       | Tony Smoragiewicz | Michael Lori      |
| 13. Aug. 2016 | Omaha           |                   |                   |                   |
| 18. Sep. 2015 | Chicago         |                   |                   |                   |
| 29. Juni 2014 | Chicago         |                   |                   |                   |
| 12. Apr. 2013 | Tempe           | Ben Kanute        | Luke Farkas       | Yoni Doron-Peters |

| Jahr | Staatsmeisterin | Zweite         | Dritte            |
| ---- | --------------- | -------------- | ----------------- |
| 2017 | Taylor Knibb    | Tamara Gorman  | Dominika Jamnicky |
| 2016 |                 |                |                   |
| 2015 |                 |                |                   |
| 2014 | Erin Jones -2-  |                |                   |
| 2013 | Erin Jones      | Erika Erickson | Johanna Gartman   |

#### Mitteldistanz
Seit 2013 werden die Meisterschaften auf der Mitteldistanz (North American Middle Distance Triathlon National Championships) im Rahmen des Ironman 70.3 St. George im Südwesten von Utah ausgetragen.
Ein Ironman-70.3-Rennen besteht aus 1,9 km (1,2 Meilen) Schwimmen, 90 km (56 Meilen) Einzelzeitfahren ohne Drafting und 21,1 km (13,1 Meilen) Laufen. Der Name leitet sich aus der Summe der Einzeldistanzen von 70,3 Meilen (113 km, 1 Landmeile sind exakt 1609,344 m).
Die letzte Austragung war am 5. Mai 2018.
| Datum/Jahr  | Austragungsort | Staatsmeister      | Zweiter          | Dritter          |
| ----------- | -------------- | ------------------ | ---------------- | ---------------- |
| 4. Mai 2024 | St. George     | Sam Long -2-       | Jackson Laundry  | Marc Dubrick     |
| 6. Mai 2023 | St. George     | Sam Long           |                  |                  |
| 5. Mai 2018 | St. George     | Lionel Sanders -3- |                  |                  |
| 6. Mai 2017 | St. George     | Lionel Sanders -2- | Ben Kanute       | Brent McMahon    |
| 7. Mai 2016 | St. George     | Lionel Sanders     | Kevin Collington | Brent McMahon    |
| 2. Mai 2015 | St. George     |                    |                  |                  |
| 5. Mai 2014 | St. George     | Andy Potts         | Ben Hoffman      | Kevin Collington |
| 4. Mai 2013 | St. George     | Kevin Collington   |                  |                  |

| Jahr | Staatsmeisterin      | Zweite           | Dritte           |
| ---- | -------------------- | ---------------- | ---------------- |
| 2024 | Paula Findlay -2-    | Jackie Hering    | Danielle Lewis   |
| 2023 | Skye Moench          | Danielle Lewis   |                  |
| 2018 | Paula Findlay        | Sarah True       |                  |
| 2017 | Lesley Smith         | Jackie Hering    | Lisa Roberts     |
| 2016 | Heather Wurtele -2-  | Meredith Kessler | Magali Tisseyre  |
| 2015 | Heather Wurtele      |                  |                  |
| 2014 | Meredith Kessler -2- | Mary Beth Ellis  | Margaret Shapiro |
| 2013 | Meredith Kessler     |                  |                  |

#### Langdistanz
1,2 Meilen (4 km) Schwimmen, 56 Meilen (120 km) Radfahren und 13,1 (30 km) Meilen Laufen
| Datum/Jahr    | Austragungsort       | Staatsmeister | Zweiter | Dritter |
| ------------- | -------------------- | ------------- | ------- | ------- |
| 24. Okt. 2020 | Clermont (Florida)   |               |         |         |
| 13. Nov. 2016 | Miami                |               |         |         |
| 2007          |                      |               |         |         |
| 10. Aug. 1985 | Cultus Lake (Oregon) | Scott Tinley  |         |         |

| Jahr | Staatsmeisterin | Zweite | Dritte |
| ---- | --------------- | ------ | ------ |
| 2020 |                 |        |        |
| 2016 |                 |        |        |
| 2007 | Becky Lavelle   |        |        |

#### Universitäts-Triathlonmeisterschaft
USA Triathlon Collegiate National Championship
| Datum/Jahr    | Austragungsort | Studenten-Staatsmeister | Zweiter | Dritter |
| ------------- | -------------- | ----------------------- | ------- | ------- |
| 23. Apr. 2016 |                |                         |         |         |
| Apr. 2008     | Tuscaloosa     |                         |         |         |
| 2005          |                |                         |         |         |

| Jahr | Studenten-Staatsmeisterin | Zweite | Dritte |
| ---- | ------------------------- | ------ | ------ |
| 2016 |                           |        |        |
| 2008 | Amanda Felder -2-         |        |        |
| 2005 | Amanda Felder             |        |        |

### Duathlon

#### Kurzdistanz
10 km Laufen, 40 km Radfahren und 5 km Laufen
| Datum/Jahr    | Austragungsort | Staatsmeister  | Zweiter              | Dritter         |
| ------------- | -------------- | -------------- | -------------------- | --------------- |
| 30. Juni 2020 | Tuscaloosa     |                |                      |                 |
| 8. Apr. 2018  | Greenville     | Alex Arman     | Nicholas Marcantonio | Todd Buckingham |
| 25. Juni 2016 | Bend           |                |                      |                 |
| 6. Juni 2015  | St. Paul       | Patrick Parish | Robert Duncan        |                 |

| Jahr | Staatsmeisterin         | Zweite        | Dritte       |
| ---- | ----------------------- | ------------- | ------------ |
| 2020 |                         |               |              |
| 2018 | Aimee Philippini-Taylor | Sarah Barkley | Kirsten Sass |
| 2016 |                         |               |              |
| 2015 | Ruth Brennan Morrey     | Dani Fischer  | Lauren Olson |

#### Langdistanz
5 Meilen (10 km) Laufen, 33 Meilen (150 km) Radfahren und 5 Meilen (30 km) Laufen
| Datum/Jahr   | Austragungsort | Staatsmeister | Zweiter | Dritter |
| ------------ | -------------- | ------------- | ------- | ------- |
| 14. Mai 2016 | Cary           |               |         |         |

| Jahr | Staatsmeisterin | Zweite | Dritte |
| ---- | --------------- | ------ | ------ |
| 2016 |                 |        |        |

### Cross-Triathlon
| Datum/Jahr   | Austragungsort      | Staatsmeister | Zweiter | Dritter |
| ------------ | ------------------- | ------------- | ------- | ------- |
| 16. Mai 2020 | Hewitt (New Jersey) |               |         |         |
| 1. Mai 2016  | Arkadelphia         |               |         |         |

| Jahr | Staatsmeisterin | Zweite | Dritte |
| ---- | --------------- | ------ | ------ |
| 2020 |                 |        |        |
| 2016 |                 |        |        |

### Winter-Triathlon
| Datum/Jahr    | Austragungsort | Staatsmeister | Zweiter      | Dritter       |
| ------------- | -------------- | ------------- | ------------ | ------------- |
| 1. März 2020  | Minneapolis    |               |              |               |
| 27. Jan. 2018 | St. Paul       | Sean Cooley   | Jacob Keehan | Eric Holmlund |
| 31. Jan. 2016 | St. Paul       |               |              |               |
| 28. Feb. 2015 | Boise          |               |              |               |
| 15. Jan. 2011 | Midway         |               |              |               |
| 2000          |                | Ned Overend   |              |               |

| Jahr | Staatsmeisterin   | Zweite       | Dritte        |
| ---- | ----------------- | ------------ | ------------- |
| 2020 |                   |              |               |
| 2018 | Jordan Pruszenski | Jan Guenther | Karen Bebchuk |
| 2016 |                   |              |               |
| 2015 |                   |              |               |
| 2011 |                   |              |               |
| 2000 |                   |              |               |

### Aquathlon
1000 m Schwimmen und 5 km Laufen
| Datum/Jahr   | Austragungsort  | Staatsmeister | Zweiter | Dritter |
| ------------ | --------------- | ------------- | ------- | ------- |
| 1. Okt. 2016 | San Luis Obispo |               |         |         |

| Jahr | Staatsmeisterin | Zweite | Dritte |
| ---- | --------------- | ------ | ------ |
| 2016 |                 |        |        |